# 김순자 (1955년)
김순자(金順子, 1955년 7월 6일 ~ )는 대한민국의 청소노동자 겸 노동운동가이며 진보신당의 전직 비례대표이다.

## 생애
김순자는 1955년에 경상남도 울산군 언양면에서 태어나, 반곡초등학교를 졸업하였다.
한나라당 당원으로 활동하였고 한나라당 지역 여성회장을 맡았으며 관변단체인 바르게살기위원회에서 활동하였고 경찰서에서 하는 반공멸공회의 총무를 맡았다.
남편이 병으로 일을 그만두게 되자, 여러 자영업을 하게 되었고, 1993년에 남편의 죽음으로 생계를 위해 청소 일을 시작하게 되었다.

### 청소노동자의 삶
2003년에 울산과학대학교 청소용역업체에 입사하여 청소미화원으로 청소일을 시작하였다.
2006년 6월에 전국민주노동조합총연맹에 가입하였으며, 노동조합을 결성하였다.
2007년 2월 23일에 학교 측의 전체 계약 해지에 따른 해고로, 단체 농성을 시작하였다. 2007년 5월 9일에 학교 측과의 합의에 따라, 고용을 보장받아 복직되었다.
이것으로 2007년 12월에는 그가 지부장으로 속한 전국민주노동조합총연맹 울산과학대지부가 국가인권위원회 대한민국 인권상을 수상하였다.
그리고 사회당이 진보신당에 흡수 합당된 후인 2012년, 진보신당에 입당하였다.

### 진보신당 비례대표 후보
2012년에 실시된 대한민국 제19대 총선거에서 진보신당 비례대표 1번(1번 김순자, 2번 홍세화, 3번 이명희, 4번 정진우, 5번 장혜옥, 6번 티코노프 블라디미르(박노자), 7번 박은지)으로 출마하였으나 득표율 1.13%를 기록하면서 낙선했다. 중앙선거방송토론위원회가 주최하는 제19대 국회의원 선거 비례대표 후보 토론 방송에서의 발언들이 ‘김순자 어록’이라는 이름으로 화제가 되었다.
| “ | 새누리당이 그동안 일자리를 얼마나 만들었는지 아십니까?” (잘 모르겠다는 안후보 답변) “제가 정확하게 말씀드리겠습니다. 81개입니다. 그럼 새누리당이 재벌 세금은 얼마나 깎아줬는지 아십니까?” (정확히는 잘 모른다는 안후보 답변) “제가 정확하게 말씀드리겠습니다. 82조입니다. 82조를 깎아서 일자리를 81개 만들었습니다. | ” |

### 대통령 후보
대한민국 제18대 대통령 선거에서 박종선, 김소연, 강지원 후보와 함께 무소속으로 출마하였으나 4위를 기록하여 낙선하였다. 시군구별 최고 득표율을 기록한 지역은 경남 합천의 1.2%였다. 대통령 후보에서 낙선한 뒤인, 2013년 현재에는 청년단체인 알바연대 대표로서의 활동도 겸하고 있다.

## 역대 선거 결과
|  | 1.13% |

|  | 0.15% |

## 참고 자료
- 김순자 - X
- 김순자의 채널 - 유튜브